# Amastus volcancita
Amastus volcancita är en fjärilsart som beskrevs av Paul Dognin 1911. Amastus volcancita ingår i släktet Amastus och familjen björnspinnare. Inga underarter finns listade i Catalogue of Life.